# بری ان دین
بری ان دین (انگلیسی: Barry Endean؛ زادهٔ ۲۲ مارس ۱۹۴۶) بازیکن فوتبال اهل بریتانیا است.
از باشگاه‌هایی که در آن بازی کرده‌است می‌توان به باشگاه فوتبال چارلتون اتلتیک، باشگاه فوتبال وورکینگتون ای. اف. سی، باشگاه فوتبال بلکبرن روورز، باشگاه فوتبال هارتل پول یونایتد، باشگاه فوتبال هادرزفیلد تاون، و باشگاه فوتبال واتفورد اشاره کرد.